# Segunda División A 1986/87
De Segunda División A 1986/87 was het 56ste seizoen van het tweede niveau van het Spaans voetbalkampioenschap. De competitie werd terug gebracht van twintig naar achttien ploegen. Dit werd bekomen om slechts de twee kampioenen van seizoen 1985-1986 van Segunda División B, zijnde UE Figueres en Xerez CD, te laten stijgen. Ondanks dit, werd het het langste seizoen van de geschiedenis.  Het ging van start op 30 augustus 1986 en eindigde op 21 juni 1987.  In het totaal kende het seizoen 44 speelrondes, opgedeeld in een reguliere competitie met 34 speelrondes en daarna play offs met zes ploegen, die nogmaals aan 10 speelrondes deelnamen.  Na het reguliere seizoen streden de twaalf beste ploegen om promotie.  De ploegen werden opgedeeld in twee groepen van zes, de ploegen geëindigd op een pare klassering in Groep A en de onpare klasseringen in Groep B.  De laatste zes ploegen streden in één groep voor het behoud. Alle ploegen behielden tijdens de start van de tweede ronde hun punten van de eerste ronde. Uiteindelijk degradeerde er geen enkele ploeg, aangezien de Spaanse Voetbalbond besliste om vanaf seizoen 1987/88 terug twintig ploegen toe te laten in zowel de Primera als Segunda A.

## Eindklassement Reguliere Competitie
|     | Club                 | WG | W  | G  | V  | DV | DT | P  |                    |
| --- | -------------------- | -- | -- | -- | -- | -- | -- | -- | ------------------ |
| 1º  | Valencia CF          | 34 | 19 | 8  | 7  | 53 | 26 | 46 | Groep A1 Promotie  |
| 2ª  | Deportivo La Coruña  | 34 | 16 | 11 | 7  | 46 | 33 | 43 | Groep A2 Promotie  |
| 3º  | CD Logroñés          | 34 | 16 | 9  | 9  | 46 | 33 | 41 | Groep A1 Promotie  |
| 4º  | Celta de Vigo        | 34 | 17 | 6  | 11 | 56 | 35 | 40 | Groep A2 Promotie  |
| 5º  | Recreativo Huelva    | 34 | 18 | 3  | 13 | 53 | 44 | 39 | Groep A1 Promotie  |
| 6º  | Sestao Sport Club    | 34 | 13 | 12 | 9  | 38 | 23 | 38 | Groep A2 Promotie  |
| 7º  | Elche CF             | 34 | 12 | 12 | 10 | 31 | 28 | 36 | Groep A1 Promotie  |
| 8º  | Rayo Vallecano       | 34 | 10 | 15 | 9  | 28 | 28 | 35 | Groep A2 Promotie  |
| 9º  | Bilbao Athletic      | 34 | 12 | 11 | 11 | 51 | 54 | 35 | Groep A1 Promotie  |
| 10º | CD Castellón         | 34 | 13 | 8  | 13 | 38 | 42 | 34 | Groep A2 Promotie  |
| 11º | Hércules CF          | 34 | 12 | 8  | 14 | 38 | 43 | 32 | Groep A1 Promotie  |
| 12º | CD Málaga            | 34 | 10 | 12 | 12 | 43 | 39 | 32 | Groep A2 Promotie  |
| 13º | FC Barcelona Atlètic | 34 | 11 | 10 | 13 | 42 | 46 | 32 | Groep B Degradatie |
| 14º | Real Oviedo          | 34 | 9  | 12 | 13 | 33 | 46 | 30 | Groep B Degradatie |
| 15º | UE Figueres          | 34 | 9  | 11 | 14 | 39 | 40 | 29 | Groep B Degradatie |
| 16º | Cartagena FC         | 34 | 7  | 13 | 14 | 34 | 51 | 27 | Groep B Degradatie |
| 17º | Real Madrid Castilla | 34 | 7  | 10 | 17 | 30 | 51 | 24 | Groep B Degradatie |
| 18º | Xerez CD             | 34 | 4  | 11 | 19 | 22 | 58 | 19 | Groep B Degradatie |

## Play-offs and Play-down

### Groep A1 Promotie
|    | Club              | WG | W  | G  | V  | DV | DT | P      |                                   |
| -- | ----------------- | -- | -- | -- | -- | -- | -- | ------ | --------------------------------- |
| 1º | Valencia CF       | 44 | 24 | 9  | 11 | 67 | 36 | 57 (1) | Promotie naar de Primera División |
| 2ª | CD Logroñés       | 44 | 22 | 10 | 12 | 59 | 43 | 54 (2) | Promotie naar de Primera División |
| 3º | Recreativo Huelva | 44 | 23 | 4  | 17 | 66 | 56 | 50     |                                   |
| 4º | Elche CF          | 44 | 17 | 14 | 13 | 43 | 43 | 48     |                                   |
| 5º | Hércules CF       | 44 | 16 | 9  | 19 | 55 | 56 | 41     |                                   |
| 6º | Bilbao Athletic   | 44 | 14 | 11 | 19 | 61 | 75 | 39     |                                   |

(1) Valencia werd als kampioen uitgeroepen, aangezien een beter puntensaldo hadden dan Celta de Vigo van Groep A2.
(2) Logroñés werd als derde promovant uitgeroepen, aangezien een beter puntensaldo hadden dan Sestao van Groep A2.

### Groep A2 Promotie
|    | Club                | WG | W  | G  | V  | DV | DT | P      |                                   |
| -- | ------------------- | -- | -- | -- | -- | -- | -- | ------ | --------------------------------- |
| 1º | Celta de Vigo       | 44 | 23 | 8  | 13 | 71 | 41 | 54 (3) | Promotie naar de Primera División |
| 2ª | Sestao Sport Club   | 44 | 19 | 14 | 11 | 47 | 27 | 52 (4) |                                   |
| 3º | Deportivo La Coruña | 44 | 19 | 13 | 12 | 57 | 47 | 51     |                                   |
| 4º | CD Castellón        | 44 | 16 | 12 | 16 | 44 | 52 | 44     |                                   |
| 5º | Rayo Vallecano      | 44 | 12 | 17 | 15 | 40 | 44 | 41     |                                   |
| 6º | CD Málaga           | 44 | 12 | 16 | 16 | 57 | 57 | 40     |                                   |

(3) Valencia van Groep A1 werd als kampioen uitgeroepen, aangezien een beter puntensaldo hadden dan Celta de Vigo.
(4) Logroñés van Groep A1 werd als derde promovant uitgeroepen, aangezien een beter puntensaldo hadden dan Sestao.

### Groep B Degradatie
|    | Club                 | WG | W  | G  | V  | DV | DT | P  |  |
| -- | -------------------- | -- | -- | -- | -- | -- | -- | -- |  |
| 1º | FC Barcelona Atlètic | 38 | 16 | 10 | 18 | 56 | 58 | 42 |  |
| 2ª | UE Figueres          | 44 | 15 | 12 | 17 | 59 | 53 | 42 |  |
| 3º | Cartagena FC         | 44 | 14 | 14 | 16 | 52 | 47 | 42 |  |
| 4º | Real Oviedo          | 44 | 13 | 14 | 17 | 50 | 64 | 40 |  |
| 5º | Real Madrid Castilla | 44 | 11 | 11 | 22 | 49 | 71 | 33 |  |
| 6º | Xerez CD             | 44 | 5  | 12 | 27 | 32 | 78 | 22 |  |

## Topscorers
34 goals
- Baltazar Maria de Morais Júnior (Celta de Vigo)

24 goals
- Jesús Noel Alzugaray Balin (Recreativo Huelva)

22 goals
- Vicente Celeiro Leal (Deportivo La Coruña)

1929 · 1929/30 · 1930/31 · 1931/32 · 1932/33 · 1933/34 · 1934/35 · 1935/36 · 1936/37 · 1937/38 · 1938/39 · 1939/40 · 1940/41 · 1941/42 · 1942/43 · 1943/44 · 1944/45 · 1945/46 · 1946/47 · 1947/48 · 1948/49 · 1949/50 · 1950/51 · 1951/52 · 1952/53 · 1953/54 · 1954/55 · 1955/56 · 1956/57 · 1957/58 · 1958/59 · 1959/60 · 1960/61 · 1961/62 · 1962/63 · 1963/64 · 1964/65 · 1965/66 · 1966/67 · 1967/68 · 1968/69 · 1969/70 · 1970/71 · 1971/72 · 1972/73 · 1973/74 · 1974/75 · 1975/76 · 1976/77 · 1977/78 · 1978/79 · 1979/80 · 1980/81 · 1981/82 · 1982/83 · 1983/84 · 1984/85 · 1985/86 · 1986/87 · 1987/88 · 1988/89 · 1989/90 · 1990/91 · 1991/92 · 1992/93 · 1993/94 · 1994/95 · 1995/96 · 1996/97 · 1997/98 · 1998/99 · 1999/00 · 2000/01 · 2001/02 · 2002/03 · 2003/04 · 2004/05 · 2005/06 · 2006/07 · 2007/08 · 2008/09 · 2009/10 · 2010/11 · 2011/12 · 2012/13 · 2013/14 · 2014/15 · 2015/16 · 2016/17 · 2017/18 · 2018/19 · 2019/20 · 2020/21 · 2021/22 · 2022/23 · 2023/24 · 2024/25